# Mario Bühler
Mario Bühler (* 5. Januar 1992 in Emmenbrücke) ist ein Schweizer Fussballspieler, der seit 2022 beim SC Kriens unter Vertrag steht.

## Karriere

### Verein
Bühler begann seine fussballerische Laufbahn bei der F-Jugendmannschaft des FC Luzern. Von 2008 bis 2011 gehörte er zur U-21-Mannschaft des Vereins, danach schaffte er den Sprung ins Kader der ersten Mannschaft des FC Luzern in die Schweizer Super League, wo er am 3. April 2011 im Heimspiel gegen den FC St.Gallen debütierte.
Im Juli 2013 wechselte er für zwei Jahre zum FC Wohlen in die Challenge League.
Er wechselte im Juli 2015 zum FC Vaduz zurück in die Schweizer Super League, wo er einen Vertrag bis Ende Juni 2017 unterschrieb. Am 13. Februar 2016 schoss Bühler sein erstes Tor in der Schweizer Super League gegen den BSC Young Boys.
Auf die Saison 2019/20 wechselte Bühler innerhalb der Challenge League zum FC Winterthur.

### Nationalmannschaft
Bühler absolvierte diverse Juniorenländerspiele für die U-19 und U-20 für die Schweiz.

## Titel und Erfolge
FC Vaduz
- Liechtensteiner Cupsieger: 2016, 2017, 2018, 2019